# Czas Sriedniekołymska
| MSK-1 | Czas Królewca (UTC+2:00)          |
| MSK   | Czas moskiewski (UTC+3:00)        |
| MSK+1 | Czas Samary (UTC+4:00)            |
| MSK+2 | Czas Jekaterynburga (UTC+5:00)    |
| MSK+3 | Czas Omska (UTC+6:00)             |
| MSK+4 | Czas Krasnojarska (UTC+7:00)      |
| MSK+5 | Czas Irkucka (UTC+8:00)           |
| MSK+6 | Czas Jakucka (UTC+9:00)           |
| MSK+7 | Czas Władywostoku (UTC+10:00)     |
| MSK+8 | Czas Sriedniekołymska (UTC+11:00) |
| MSK+9 | Czas kamczacki (UTC+12:00)        |

Czas Sriedniekołymska (ang. Srednekolymsk Time, SRET, ros. Среднеколымское время, dawniej czas Magadanu) – strefa czasowa, odpowiadająca czasowi słonecznemu południka 165°E, który różni się o 11 godzin od uniwersalnego czasu koordynowanego i 8 godzin od czasu moskiewskiego (UTC+11:00).
Do października 2014 strefa nazywała się „czas Magadanu” i obowiązywała w najbardziej na wschód wysuniętej części Rosji: obwodzie magadańskim, wschodniej Jakucji, na Wyspach Kurylskich, Kraju Kamczackim i Czukockim OA).
W październiku 2014 obszar strefy został zmniejszony. Obwód magadański został włączony do strefy czasu Władywostoku oraz ponownie wyłączono z niej strefę czasu kamczackiego. Nazwę strefy zmieniono z „czas Magadanu” na „czas Sriedniekołymska”.
W marcu 2016 włączono do niego obwód sachaliński, a w kwietniu 2016 do czasu Sriedniekołymska wrócił obwód magadański.